# Fântânele (Teleorman)
Fântânele é uma comuna romena localizada no distrito de Teleorman, na região de Muntênia. A comuna possui uma área de 27.48 km² e sua população era de 1900 habitantes segundo o censo de 2007.